# Murowana Goślina
Murowana Goślina (prononciation : [murɔˈvana ɡɔˈɕlʲina], en allemand : Murowana Goslin) est une ville de la Voïvodie de Grande-Pologne et du powiat de Poznań.
Elle est située à environ 20 kilomètres au nord de Poznań, siège du powiat et capitale de la voïvodie de Grande-Pologne.
Elle est le siège administratif de la gmina de Murowana Goślina.
Elle s'étend sur 6,43 km2 et comptait 10 296 habitants en 2009.

## Géographie

Plan de la ville.

La ville de Murowana Goślina est située au centre de la voïvodie de Grande-Pologne, à proximité de la grande ville de Poznań, capitale régionale. La Warta (affluent de l'Oder), passe à quelques kilomètres à l'ouest de la ville. Du côté est, la ville est bordée par le parc naturel de la forêt de Zielonka, forêt qui abrite une importante réserve.

## Histoire
Murowana Goślina a été fondée au XIVe siècle.
De 1975 à 1998, la ville faisait partie du territoire de la voïvodie de Poznań. Depuis 1999, la ville fait partie du territoire de la voïvodie de Grande-Pologne.

## Monuments religieux
- l'église Saint Jean, datant de 1605 ;

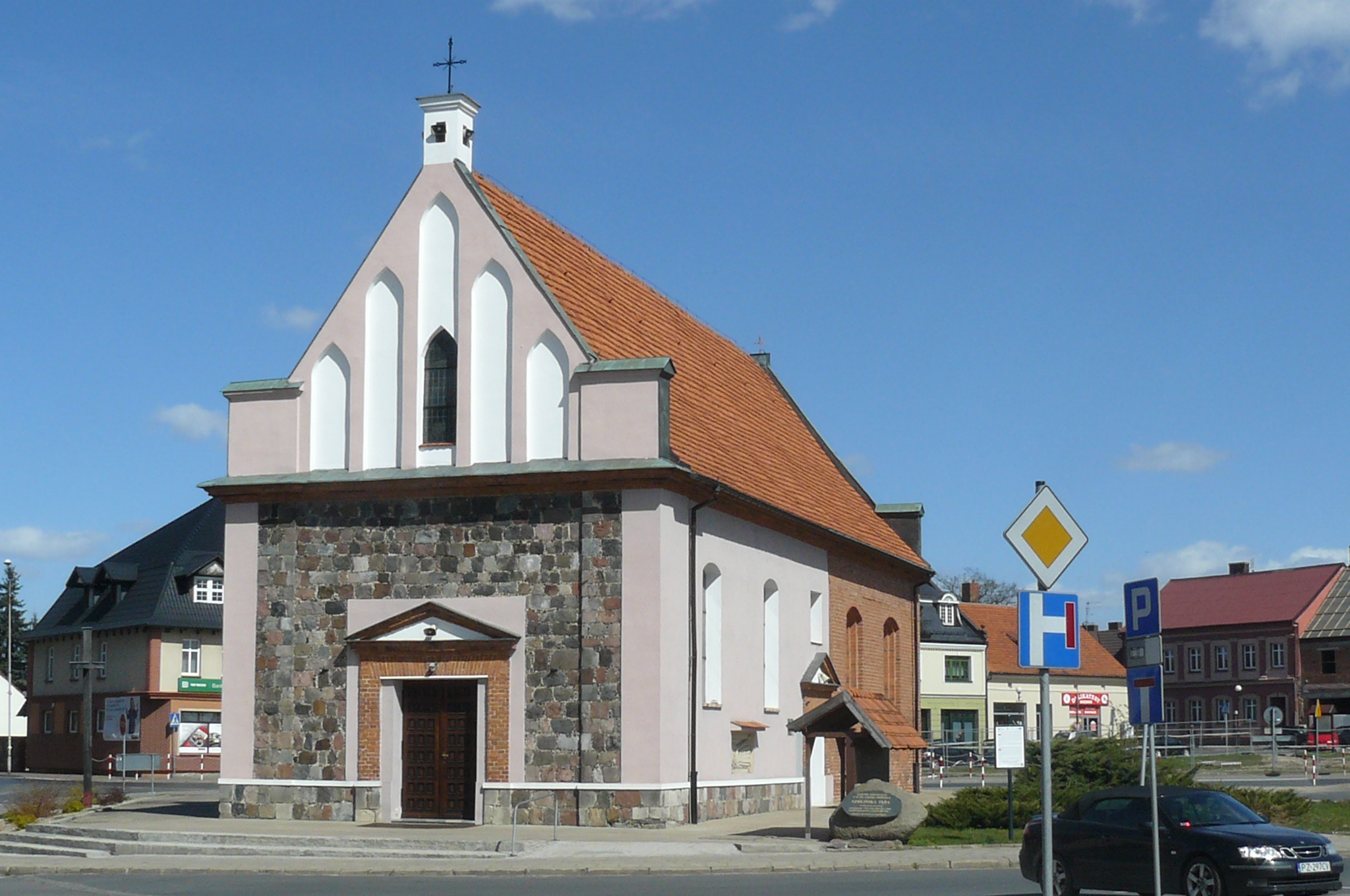
L'église paroissiale Saint Jean.

## Voies de communication
La ville est traversée par les routes voïvodales 196 (qui rejoint Poznań à Wągrowiec) et 187 (qui rejoint Murowana Goślina à Pniewy).

## Jumelages
- Hemmingen, Allemagne
- Ochotnica Dolna, Pologne